# Lehota nad Rimavicou
Lehota nad Rimavicou és un poble i municipi d'Eslovàquia. Es troba a la regió de Banská Bystrica.

## Història
La primera menció escrita de la vila es remunta al 1274.

## Demografia
| Godina             | 1994 | 2004   | 2014    | 2024   |
| ------------------ | ---- | ------ | ------- | ------ |
| Nombre de persones | 344  | 331    | 270     | 257    |
| Diferència         |      | −3,77% | −18,42% | −4,81% |

| Godina             | 2023 | 2024 |
| ------------------ | ---- | ---- |
| Nombre de persones | 257  | 257  |
| Diferència         |      | +0%  |